# 안사르 홈
안사르 홈(Anshar Sulcus)는 목성의 위성인 가니메데에 있는 지역으로 홈 모양의 밝은 지형이다. 길이는 1,372km이다.